# I/o (Peter-Gabriel-Album)
i/o ist ein Studioalbum des englischen Singer-Songwriters und Rock-Musikers Peter Gabriel. Das vollständige Album wurde am 1. Dezember 2023 erstmals auf physischen Tonträgern veröffentlicht, nachdem bis zum 27. November 2023 alle Titel bereits als Singleauskopplung erschienen waren.

## Hintergrund
i/o ist Gabriels zehntes bzw. sein achtes Studioalbum mit Originaltiteln, die keine Filmmusiken oder andere Auftragsarbeiten sind, sein dreiundzwanzigstes eigenständiges Album insgesamt und sein erstes komplettes Album mit neuem Originalmaterial seit über 21 Jahren seit seinem Album Up von 2002. Die Lieder des Albums waren bis zum 30. November 2023 zunächst nur bei Musik-Streaming-Plattformen und zum Download einzeln zu den jeweiligen Terminen des Vollmondes erhältlich, erschienen am 1. Dezember 2023 dann aber auch auf CD, Audio-Blu-Ray, und Vinyl. i/o ist sein längstes Studioalbum.
Seine vorherigen Alben Scratch My Back, New Blood, Rated PG und Flotsam and Jetsam enthielten altes Material, wie Coverversionen, neue Arrangements seines älteren Materials, Zusammenstellungen von Liedern aus Soundtracks bzw. B-Seiten von Singles.

## Entstehung
Nach der Secret World-Tournee von 1993 bis 1994 verbrachte Gabriel einen Großteil der 1990er Jahre mit dem Schreiben neuen Materials und schrieb Berichten zufolge über 130 Songs, von denen zehn für das Album Up von 2002 ausgewählt wurden. 2002 sagte er, dass ein Nachfolgealbum mit dem vorläufigen Titel I/O (das war auch ein früher vorgesehener Name für das Album Up) irgendwann 2003 oder 2004 erscheinen sollte. Die Tourneen Growing Up und Still Growing Up von 2002 bis 2004 sowie Gabriels weitere neue Projekte verschoben I/O jedoch weit in die Zukunft.
Nach einem Artikel der Zeitschrift Rolling Stone aus dem Jahr 2005 hatte Peter Gabriel 150 Lieder in verschiedenen Stadien, an denen er mit dem Tontechniker Richard Chappell und dem Schlagzeuger Ged Lynch arbeitete. Gabriel sagte, er habe „versucht, hauptsächlich über Geburt und Tod zu schreiben, mit dem Sex in der Mitte“. In dem Interview sprach er über die Idee, vor der Aufnahme und Veröffentlichung des Albums auf Tournee zu gehen, sowie über eine mögliche Tournee nur mit ihm selbst, einem Schlagzeuger und einem Bassisten. Gabriel konzentrierte sich kurz darauf auf das 2010 erschienene Cover-Album Scratch My Back und das 2011 erschienene Orchester-Album New Blood.
Im März 2012 gab Gabriel bekannt, dass er an zwölf Ideen für neue Lieder gearbeitet habe. In einem Interview mit dem Rolling Stone aus dem Jahr 2013 erwähnte er, dass er zwanzig Lieder in Arbeit habe, und sagte: „Es hat sich wahrscheinlich nicht annähernd so viel bewegt, wie ich es mir in der Zwischenzeit gewünscht hätte. Die Lieder sind immer noch da, aber einige von ihnen würde ich jetzt neu machen und es gibt auch einige neue Sachen.“ Während der Back to Front Tour von 2012 bis 2014 spielten Peter Gabriel am Klavier und Tony Levin an der Bassgitarre einen damals unfertigen Song mit dem Titel Daddy Long Legs bzw. O But (auch Oh But). Dieses Lied wurde am 7. März 2023 unter dem Namen Playing for Time veröffentlicht. Im Jahr 2014 sagte Gabriel, dass er an einigen tanzorientierten Songs arbeitete, weil „es für mich sehr einfach ist, in melancholisches Zeug zu verfallen“. Außerdem sagte er, dass er an einem Lied namens Here Comes Love arbeitete, sowie an einem weiteren Lied mit dem Arbeitstitel In and Out (der später in den Titeltrack i/o des Albums i/o umbenannt wurde). In einem Konzert in Italien führte er ein weiteres unveröffentlichtes Lied mit dem Namen What Lies Ahead auf. Während der Jahre 2014 und 2015 postete Gabriel immer wieder in den sozialen Medien über die Arbeit an dem neuen Album an der Seite von Ged Lynch und Richard Chappell. Auf der Rock Paper Scissors Tour im Jahr 2016 mit Sting probierte er vier bis dahin unveröffentlichte Songs aus, darunter auch Love Can Heal. Im März 2018 teilte Gabriel auf Facebook mit, dass sich das neue Album in der Comping-Phase befinde.
Im April 2019 erwähnte Peter Gabriel, dass er eine Pause von der Musik genommen hatte, um sich um seine damals kranke Frau Meabh zu kümmern, kehrte aber zurück, als sie sich vollständig erholt hatte. Er sagte, er arbeite an etwa 50 Ideen, mit der Absicht, die Lieder bis Ende 2019 fertigzustellen, um sie Anfang des darauffolgenden Jahres aufzunehmen. Im März 2020 sagte Gabriel dann, dass er an einem Song über das Altern arbeite, der den Titel So Much trägt. Im Juli 2020 sagte Gabriel: „Ich bin aufgeregt über das, was im Moment entsteht - ich wurde durch den Lockdown ziemlich gebremst, wir konnten Dickie (=Richard Chappell), meinen Ingenieur, nicht hier haben - aber ich habe genug Songs, die mir gefallen, um eine Platte zu machen, auf die ich stolz bin.“
Im Oktober 2021 sagte Peter Gabriel, dass er und seine Band kürzlich an 17 Songs im Studio gearbeitet hätten. Später im Monat erwähnte er, dass er vor zwei Wochen im Studio gewesen sei und mit seiner „üblichen“ Band 23 Songs aufgenommen habe. Im Laufe des folgenden Jahres postete Gabriel in den sozialen Medien eine Reihe von Fotos, auf denen er, Manu Katché, Tony Levin und David Rhodes im Aufnahmestudio zu sehen waren. Im Juni 2022 sagte Manu Katché, dass das Album fast fertig sei.

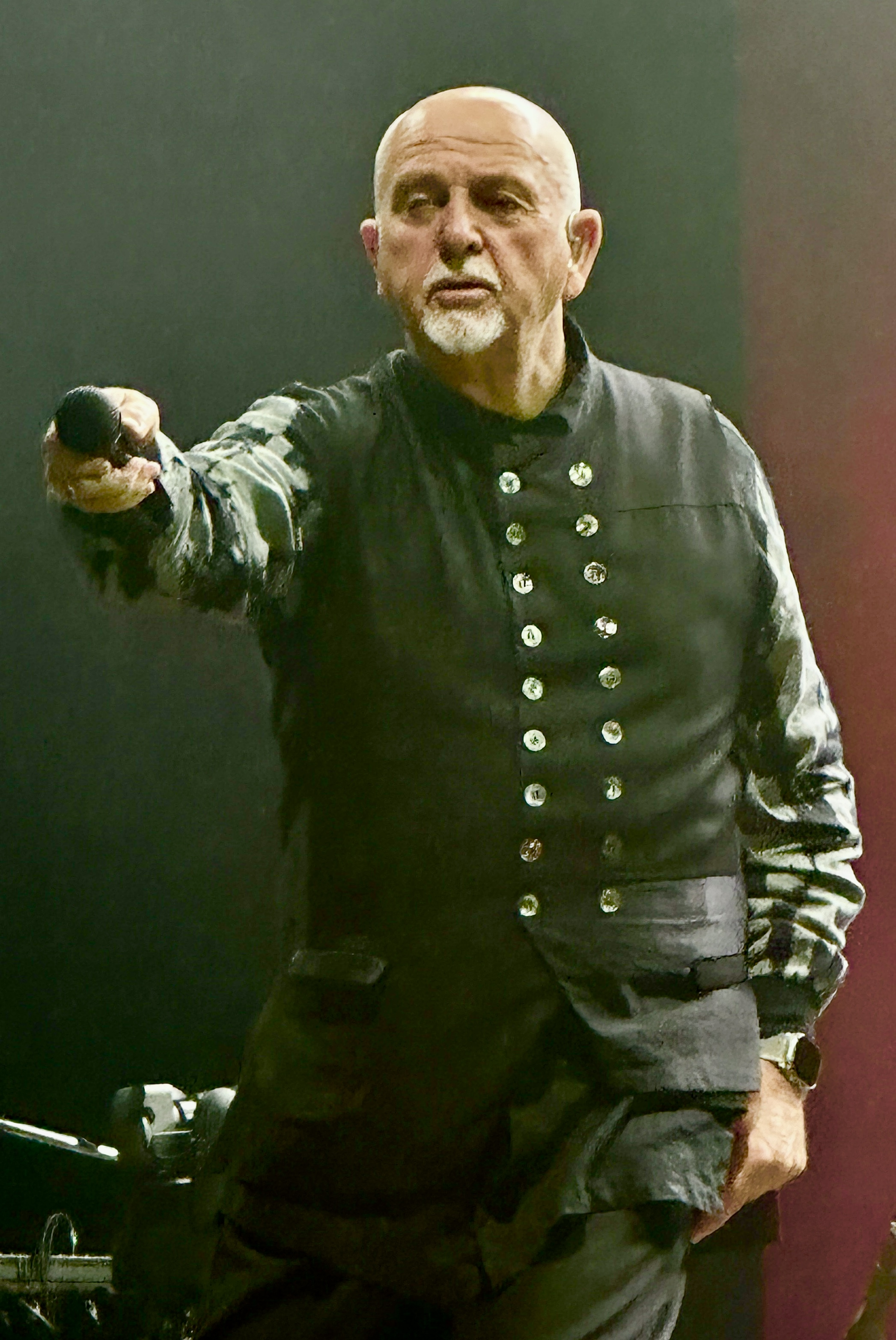
Gabriel in Denver während der i/o The Tour, 2023

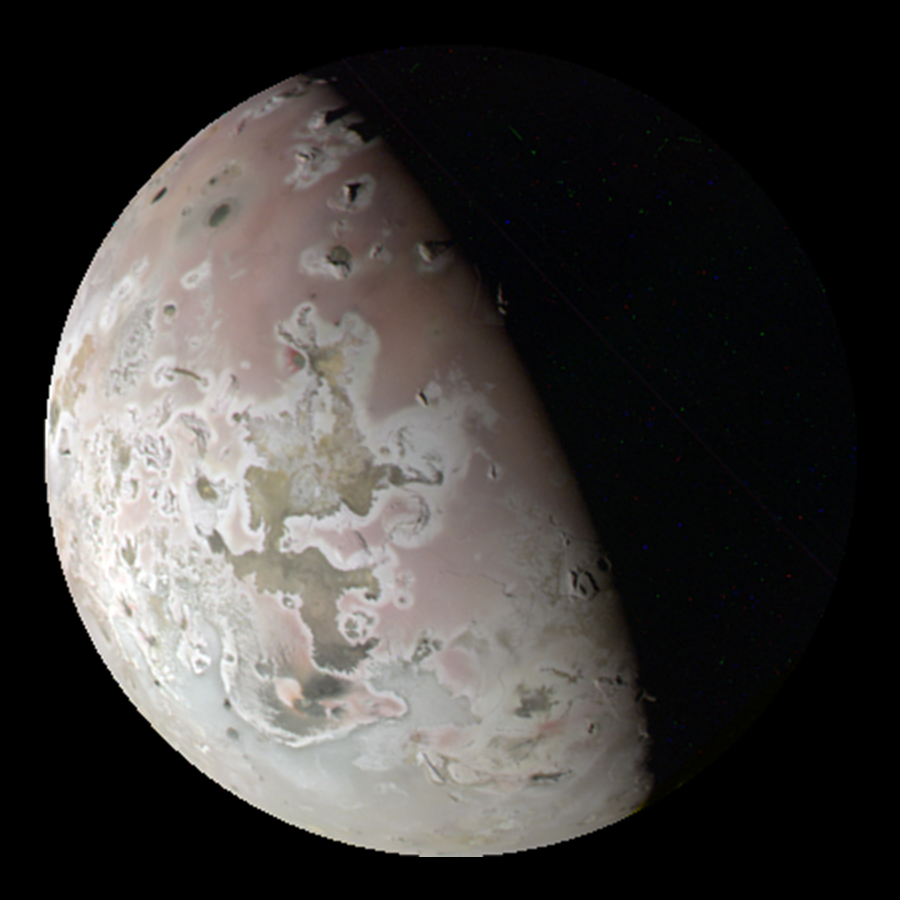
Gabriel ließ sich von der Astronomie inspirieren, als er die einzelnen Songs des Albums im Jahr 2023 vorstellte. Der Titel des Albums i/o steht für „input/output“, ist aber auch der Name des Mondes Io des Planeten Jupiter.

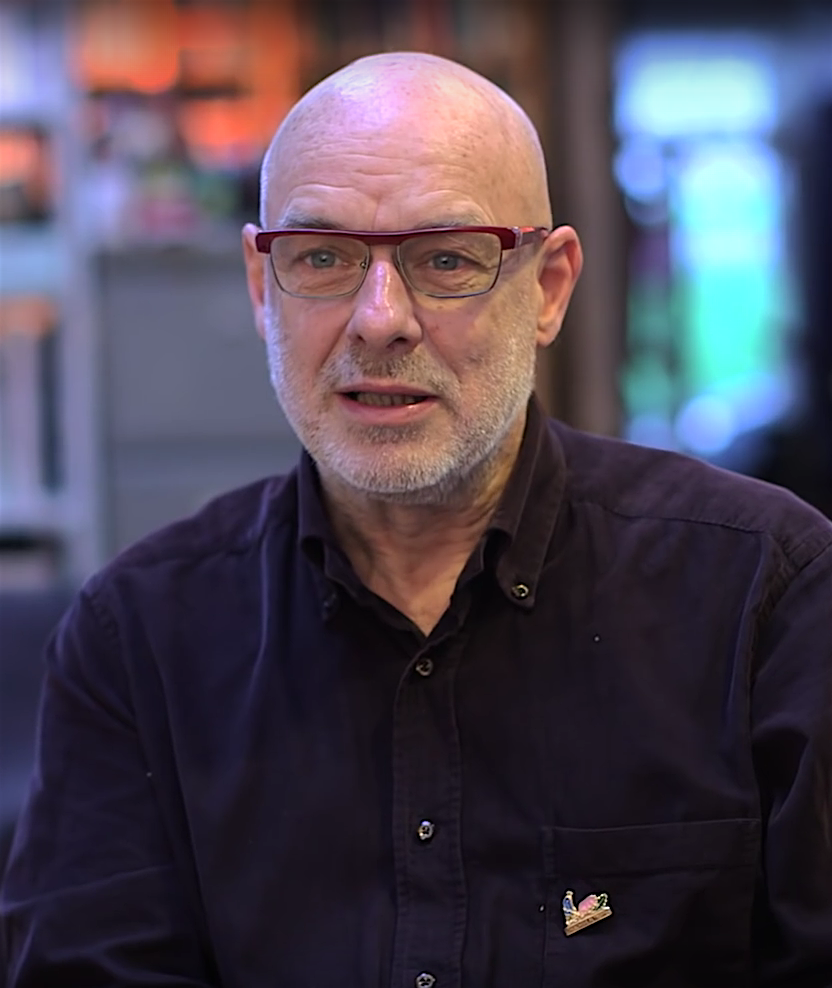
Der Ambient-Musiker Brian Eno leistete wichtige Beiträge zum Album i/o

Am 8. Dezember 2022 gab Peter Gabriel offiziell bekannt, dass er nach fast 20 Jahren der Vorfreude und nach insgesamt 27 Jahren und acht Monaten Entwicklungszeit bereit sei, ein neues Album zu veröffentlichen, und organisierte sein Team, um mit der neuen Musik auf Tournee zu gehen. i/o the Tour führte 2023 durch Europa und Nordamerika. Gabriel gab diesmal an, dass er 20 mögliche Songs für das Album habe. i/o steht nicht nur für input/output (=Eingabe und Ausgabe), sondern ist auch der Name des Mondes Io des Planeten Jupiter.
Peter Gabriel sagte, dass das Album „in seinen Ohren“ von Titel zu Titel „sehr unterschiedlich“ klingt.
Bei dem WOMAD-Festival 2023 in Charlton Park wurde am 28. und 29. Juli 2023 erstmals das komplette Album in einer „immersive listening session“ in voller Länge im Luke Jerram Studio's The Museum of the Moon in Hans-Martin Buffs Dolby Atmos-Mix gespielt. Dadurch wurde erstmals die komplette Trackliste des Albums bekannt, deren Reihenfolge der der späteren Vinyl-Versionen entsprach. Es waren genau die Titel deren Artwork zuvor im Tourprogramm der i/o The Tour vorgestellt wurde. Damit war klar, dass What Lies Ahead nicht Teil des Albums sein würde. Das Album würde nach den damaligen Angaben der Besucher ca. 65–68 Minuten lang sein und insgesamt 12 Titel umfassen. Ende Juli 2023 lagen noch keine Infos zu dessen Coverfoto vor. Es gab bis dahin auch noch keine Albumankündigung oder Aussagen, wann man das komplette Album als physischen Tonträger kaufen können wird.
Am 13. Oktober 2023 veröffentlichte das britische Mojo-Magazin neue Infos zu dem kommenden Album i/o von Peter Gabriel. Dieses wurde für den Dezember 2023 als „echtes“ physisches Album mit 12 Titeln auf Tonträgern angekündigt. Bis zu diesem Zeitpunkt standen dann alle zwölf Titel des Albums auch bereits in digitaler Form zur Verfügung. Die Art der Formate war zu diesem Zeitpunkt noch nicht bekannt. Außerdem sagte Gabriel, dass er nach den Konzerten der i/o The Tour im Jahr 2023 zunächst für „6 Monate ein Familienmensch sein wird“, bevor er sich dann wieder der Musik widmen wird. Er sagte: „Da ist noch mehr Musik im Köcher und ich werde dies wahrscheinlich zu anderen Vollmonden veröffentlichen“. Das wurde von ihm in seinem Full Moon Update zum Vollmond im November 2023 bestätigt. Ob es 2024 noch weitere Konzerte der i/o-Tour geben würde, wurde zu diesem Zeitpunkt noch nicht bekannt gegeben.
Am 18. Oktober 2023 wurde von petergabriel.com per Newsletter der 1. Dezember 2023 als Veröffentlichungsdatum des vollständigen Albums in physischer Form und als Download bekannt gegeben.
In einem am 2. Dezember 2023 im Spiegel veröffentlichten Interview sagte Gabriel, dass er für das nächste Album keine zwanzig Jahre brauchen würde und aktuell zwei verschiedene „Gerichte“ im Ofen hätte. Er würde weiterhin das Album-Format gegenüber einzelnen Songs oder sogar nur Teilen davon bevorzugen. Den Inhalt von i/o sah er als Folge einer Lebenshaltung als realistischer Optimist. Die Veröffentlichung der Songs von i/o zu den ersten 12 Vollmonden des Jahres 2023 begründete er damit, dass die Menschen wegen der Technologie vergessen haben woher sie kommen. Er würde eine Fusion aus Natur und technischem Fortschritt bevorzugen.
Nach der Veröffentlichung des Album i/o blieb das Bandcamp-Abonnement bestehen. Im Dezember 2023 war geplant in einer Pause Material aus dem Archiv auf Bandcamp zu veröffentlichen und im Laufe des Jahres 2024 weitere neue Titel zu bringen. Weitere Details waren zu diesem Zeitpunkt nicht bekannt.

## Veröffentlichung
Gabriel kündigte am 6. Januar 2023 an, dass er zu jedem Vollmond eine neue Single aus dem Album i/o veröffentlichen würde und dass er dieses Veröffentlichungsformat bis zum Ende fortsetzen würde, wenn er genug Ausdauer hätte, um dies bis dahin durchzuhalten. Gabriel sagte dazu: „Es ist ein bisschen so, als würde man jeden Monat ein Lego-Steinchen bekommen.“
Er veröffentlichte jedes Mal auch alternative Mischungen für jeden Titel, um den jeweiligen Abmischtechniker hervorzuheben. Diese erschienen an den jeweiligen Neumonden des Jahres. Gabriel sagte: „Anstatt nur einen ihrer Mixe zur Veröffentlichung auszuwählen, habe ich beschlossen, dass die Leute in der Lage sein sollten, all die großartige Arbeit zu hören, die sie beide leisten.“ Die Mixe von Mark ‚Spike‘ Stent wurden jeweils als Bright-Side Mix bezeichnet, während Tchad Blakes Mixe jeweils Dark-Side Mix genannt wurden. Ob zuerst der Bright-Side Mix oder zuerst der Dark-Side Mix veröffentlicht wurde, änderte sich von Song zu Song. Alle Titel wurden zusätzlich jeweils in einem dritten alternativen Mix in Dolby Atmos veröffentlicht, der als In-Side Mix bezeichnet wurde und von Hans-Martin Buff in dem Red Room der Real World Studios und im Aural Majority Pad in Boofland erstellt wurde und jeweils an den Neumonden gleichzeitig mit dem jeweiligen Gegenstück zum Hauptdatum an den Vollmonden erschien.
Mitte Oktober 2023 ging der Deutsche Genesis Fanclub it unter Berufung auf die Angaben des Magazines Mojo von einer Veröffentlichung des kompletten Albums im Dezember des gleichen Jahres aus. Das Gleiche wurde ebenfalls am 14. Oktober 2023 von petergabriel.com per Newsletter bekanntgegeben und sollte am nächsten Vollmond präzisiert werden. Der Veröffentlichungszeitpunkt im Dezember wurde allgemein in der Presse so veröffentlicht. Jedoch wurde bereits mit der Newsletter-Meldung vom 18. Oktober 2023 der 1. Dezember 2023 als Veröffentlichungsdatum bestätigt. Alle drei Mix-Varianten wurden an diesem Tag als physisches Album veröffentlicht. Das Album erschien jeweils als Doppel-LP als Bright-Side und als Dark-Side Mix, als Doppel-CD mit beiden Mixen sowie mit einer zusätzlichen Blu-ray-Audio mit dem Dolby Atmos In-Side Mix und beiden Stereomixen in hoher Auflösung 96 kHz/24-bit in der das Album i/o auch aufgenommen wurde. Alle seine Alben seit Up im Jahr 2002 wurden in 24-bit aufgenommen. Die hochauflösenden Stereomixe sind seit dem 27. November 2023 separat bei Peter Gabriel’s Bandcamp-Kanal verfügbar. Am 8. März 2024 sollte ein umfangreicheres Boxset erscheinen, das die Doppel-CD, die Audio Blu-ray und die beiden Vinylversionen enthält. Dazu gehört darüber hinaus ein gebundenes Buch mit erweiterten Liner Notes, großformatigen Drucken der 12 ausgesuchten Bilder und ein Poster. Am 7. Februar 2024 wurde die Erscheinung des Boxsets auf den 26. April 2024 verschoben, da die Herstellung länger dauerte als vorgesehen und sich deshalb die Auslieferung zum Einzelhandel länger als ursprünglich geplant hinzog.

## Ausblick aufo/i
o/i, der Nachfolger von i/o, war Anfang 2025 weiterhin im Entstehungsprozess. Im Rahmen eines Mojo-Genesis-Specials verriet Peter Gabriel, dass er am Nachfolger von i/o arbeitet und dieser o/i heißen soll, was für i/o rückwarts steht. Bereits vor der Veröffentlichung von i/o sagte Gabriel, dass er bereits weitere Songs fertig hat. Im Rahmen eines Full Moon Club Videos verriet er zudem, dass der Song What Lies Ahead „auf dem nächsten Album sein werde“. Gabriel hatte damals nach seiner eigener Aussage 17 oder 18 Songs für das Album i/o fertiggestellt. An weiteren fünf oder sechs wurde damals gearbeitet. Neben What Lies Ahead gibt es einen weiteren bereits aufgenommenen Song mit dem Namen Put The Bucket Down, der bereits im Rahmen der i/o-Kampagne in Lizenzdatenbanken auftauchte. Nach den Angaben des Deutschen Genesis Fanclub 'it' soll von What Lies Ahead wie bei den auf dem Album i/o veröffentlichen Liedern jeweils ein Bright-Side Mix gemixt von Mark „Spike“ Stent und ein Dark-Side Mix gemixt von Tchad Blake und der Atmos In-Side Mix gemixt von Hans-Martin Buff erstellt worden sein. Neben diesen beiden Titeln sind die Lieder Radio Everyone und Rock Paper Scissors ebenfalls Kandidaten für den Nachfolger von i/o. Diese beiden Songs hatte Gabriel schon 2016 für die Rock Paper Scissors Tour geprobt. Anfang 2025 war es noch nicht bekannt, ob es zu Neuaufnahmen älterer Stücke wie beispielsweise The Veil oder Why Don’t You Show Yourself kommen würde.

## Inhalt und Bedeutung
i/o ist ein Album mit 12 Stücken. Die Songs des Albums befassen sich mit dem Leben und dem Universum. Unsere Verbundenheit mit der Welt um uns herum („I'm just a part of everything“ singt Gabriel im Titelsong i/o) ist ein wiederkehrendes Motiv des Albums, aber auch die Fähigkeit der Vergebung als Schlüssel zur Menschlichkeit und zu Frieden und Freiheit, das Vergehen der Zeit, Sterblichkeit und Trauer, neben Themen wie Ungerechtigkeit, Überwachung und den Wurzeln des Terrorismus.

## Albumcover
Im Oktober 2023 wurde das Coverfoto des Albums i/o veröffentlicht. Es zeigt ein Schwarzweiß-Foto von Gabriel, der seine Hände an den Kopf hält, wobei seine rechte Hand nicht mit seinem Arm verbunden zu sein scheint. Das Titelbild ist ein Foto von Nadav Kander, der auch einer der Fotografen für alle Veröffentlichungen seit Scratch My Back ist. Das Bild wurde während einer Fotosession in Nadav Kanders Londoner Studio im Dezember 2022 aufgenommen.

„Ich hatte einige sichere Ideen geplant und auch einige weitaus chaotischere Ideen, Ideen, die ihre eigene Richtung einschlagen würden. Peter liebte, genau wie ich, diese unerwarteten Bilder, von denen keines dem anderen glich. Es war wirklich ganz erstaunlich.“

Auf dem Schutzstreifen, der zu allen physischen Versionen des Albums gehört, ist Peter Gabriels Unterschrift zu sehen.

## Artwork
Jedes Lied wird von dem Abbild eines maßgeschneiderten von Peter Gabriel ausgewählten Kunstwerkes als Artwork begleitet, ähnlich wie bereits bei seinen Alben Us von 1992 und Up von 2002.
Weitere Details zu den einzelnen Bildern und ihrer Bedeutung finden sich in der deutschsprachigen Wikipedia in den Artikeln zu den einzelnen Titeln des Albums sowie in den angegebenen Quellen.
1. Panopticom: Das Bild Red Gravity des Künstlers David Spriggs zeigt einen linksherum drehenden Strudel in Rot, der um ein offenes Auge eines Wirbelsturms kreist.[66]
2. The Court: Das Foto The Burning of Lifting the Curse des Künstlers Tim Shaw zeigt die Verbrennung einer etwa drei Meter großen, menschenähnliche Gestalt aus einem Gerüst aus Metall mit daran festgebundenen Ästen, Stoff und einem mit Holzkohle gefüllten Bauch.[67]
3. Playing for Time: Das Foto von dem Werk Mes voeux (avec nos cheveux) der bildenden Künstlerin Annette Messager zeigt Teile menschlicher Körper: Hände, Augen, Ohren, sowie Schambereiche von Frauen und Männern. In der Mitte befinden sich vier Bilder in beige-braunen Tönen, weniger konkret gestaltet.[68]
4. i/o: Das Foto von Jens Ziehe von dem Werk Colour experiment no. 114 aus dem Jahr 2022 des Künstlers Ólafur Elíasson zeigt einen dunklen Kreis, in dem ein breiter Ring steht, der von innen nach außen die Farben des Regenbogens wiedergibt - wobei das Violett, das sich ganz innen befindet, kaum zu sehen ist und der gelbe Bereich die größte Breite hat.[69]
5. Four Kinds of Horses: Das Bild der Künstlerin Cornelia Parker mit dem Titel Snap zeigt auf einem verschwommenen Untergrund in beige-grau recht unscharf die Konturen eines zerbrochenen Weinglases. Zu erkennen ist das Bodenstück, ein kleiner Teil des Stiels, sowie der eigentliche, halbrunde Glaskorpus, der am stärksten verwischt wirkt.[70]
6. Road to Joy: Das Bild des Künstlers Ai Weiwei mit dem Titel Middle Finger in Pink zeigt einen mehrfach in zwei Kreisen angeordneten Stinkefinger.[71]
7. So Much: Das Bild des Künstlers Henry Hudson aus Bath mit dem Titel Somewhere Over Mercia zeigt Flächen in jeweils anderen Schattierungen von Farben, die eine waagerecht liegende Linie durchläuft.[72]
8. Olive Tree: Das Gemälde des Künstlers Barthélémy Toguo aus Kamerun mit dem Titel Chroniques avec la Nature zeigt eine auf dem Rücken liegende, menschliche Gestalt, deren Arme und Beine sich in Baumstrukturen, Stämme und Zweige verlängern. Darunter befindet sich ein Fisch, dessen Flossen ungewöhnlich struppig wirken, etwa wie ein Fell.[73]
9. Love Can Heal: Das Gemälde des britischen Künstlers Antony Micallef mit dem Titel A Small Painting Of What I Think Love Is zeigt zwei vollständig in Schwarzweiß gehaltene sich innig umschlungen haltende Menschengestalten. Diese sind zwar nur grob angedeutet, aber dennoch klar in der Erscheinung und stark im Ausdruck.[74]
10. This Is Home: Das Foto zeigt eine Skulptur von dem 1978 in Barcelona geborenen Künstler David Moreno mit dem Titel Conexión De Catedral II (=Kathedralen-Verbindung). Sie zeigt zwei Türen mit Laibungen im Stil mittelalterlicher Portale von Kirchengebäuden. Von diesen führt jeweils eine Treppe herab zu einem Treppenabsatz und biegt dort ab, bis sich beide am tiefsten Punkt der Darstellung in einem weiteren Absatz treffen.[75]
11. And Still: Das Gemälde And Still (Time) der in Südafrika geborenen Künstlerin Megan Rooney zeigt eine abstrakte Komposition in vorwiegenden Blau- und Gelb-Farbtönen.[76]
12. Live and Let Live: Das Foto zeigt den in Fulton, Missouri geborenen Künstler Nick Cave in einer bunten auffälligen Kostümierung genannt „Soundsuit“, mit einigen Anbauten, wie Brummkreisel.[77][78]

## Lieder
1. Die erste Singleauskopplung aus dem Album war Panopticom, die am 6. Januar 2023 am Datum des ersten Vollmonds (Wolf Moon) des Jahres 2023 veröffentlicht wurde.[79][80] Das Lied handelt von einer Idee, an der Gabriel gearbeitet hat, um die Schaffung eines unendlich erweiterbaren, zugänglichen Datenglobus zu initiieren: das Panopticom.[81] Außerdem nannte Gabriel die Forschungsgruppe Forensic Architecture, die Gruppe für investigativen Journalismus Bellingcat und die von Gabriel mitgegründete gemeinnützige Menschenrechtsorganisation WITNESS als Inspiration.[82]
2. Die zweite Singleauskopplung war The Court, die am 5. Februar 2023 am Datum des zweiten Vollmonds (Snow Moon) veröffentlicht wurde.[83][84] Die „freie, impressionistische Lyrik des Songs, die mit der Justiz verbunden ist“, betrifft das Gleichgewicht zwischen der Notwendigkeit des Rechtssystems und dem Machtmissbrauch, der innerhalb dieses Systems stattfindet.[85] Das Lied ist teilweise von der Arbeit von NAMATI inspiriert, deren Ziel es ist, Menschen auf der ganzen Welt Zugang zum Recht zu verschaffen, den sie sich sonst vielleicht nicht leisten könnten.[86]
3. Die dritte Singleauskopplung war Playing for Time, die am 7. März 2023 am Datum des dritten Vollmonds (Worm Moon) veröffentlicht wurde.[87][18] In dem Song Playing for Time geht es um das Leben, um das Sterben, die Macht und Vergänglichkeit der Zeit und um die Erinnerungen, die alle Menschen bei diesem Prozess sammeln. Erst Erinnerungen machen uns zu dem, was wir letztendlich sind. Das, was wir lieben, ist ein Teil von uns selbst. Darüber hinaus wird geschildert, dass dieses Sammeln auch sehr mühsam ist. Wir alle spielen dabei irgendwie „auf Zeit“.[68]
4. Die vierte Singleauskopplung war i/o, die am 6. April 2023 am Datum des vierten Vollmonds (Pink Moon) des Jahres 2023 veröffentlicht wurde.[50][88][89] i/o ist der erste Titeltrack auf einem von Peter Gabriels Alben. Der Song i/o handelt von Zusammenhängen. Alles ist in irgendeiner Weise miteinander verbunden. Alle Menschen sind entstanden aus Atomen und Biochemie. Um wachsen zu können, wird Material in alle gesteckt - und kommt letzten Endes auch wieder heraus. Und wenn die Einzelnen irgendwann vergehen, bleiben die Atome bestehen und formen wieder etwas anderes neues. Es gibt eine Art Lebenskraft, die das Universum nie verlässt. Gabriel ist der Meinung, dass diese Erkenntnis ein Verständnis für alles geben kann - für das Leben an sich, die Natur und die Mitmenschen.[90]
5. Die fünfte Singleauskopplung war Four Kinds of Horses, die am 5. Mai 2023 am Datum des fünften Vollmonds (Flower Moon) veröffentlicht wurde.[91][92] In dem Liedtext des Songs geht es um die unheilvolle Überschneidung, die in Organisationen und Religionen zwischen Friedfertigkeit und Gewalt entstehen kann. Der Titel geht dabei auf das buddhistische Gleichnis von den vier Arten von Pferden, die für verschiedene Wege stehen, die einem Schüler für das spirituelle Lernen möglich sind, zurück. Im Liedtext wird dann noch ein fünfter Weg angedeutet - einer, der von sich meint, anders zu sein, jedoch auch nur alles bisherige wiederholt.[70]
6. Die sechste Singleauskopplung war Road to Joy, die am 4. Juni 2023 am Datum des sechsten Vollmonds (Strawberry Moon) veröffentlicht wurde.[93][94] Peter Gabriel sagt, dass der Song von einer im Koma liegenden Person handelt, die nach Zeiten der absoluten Reglosigkeit zurück ins Leben kommt.[71]
7. Die siebte Singleauskopplung war So Much, die am 3. Juli 2023 am Datum des siebten Vollmonds (Buck Moon) veröffentlicht wurde.[95][96] So Much ist ein Song über das Altern, über Entscheidungen und über die Grenzen der Möglichkeiten. In gewisser Weise geht es auch um Unendlichkeit und Limits im Allgemeinen. Der Liedtext blickt auf das Leben und versucht das zu ordnen, was einem wirklich wichtig ist. Es wird dabei versucht den großen ganzen Zusammenhang auszumachen.[72]
8. Die achte Singleauskoppelung war Olive Tree, die am 1. August 2023 am Datum des achten Vollmonds (Sturgeon Moon) veröffentlicht wurde.[97][98] Der Liedtext von Olive Tree handelt von einer Reise in die Welt der Gedanken. In die Welt der Natur, der Pflanzen, des Wassers, des Lebens. Das Lied Olive Tree kündigte Gabriel während der i/o-Tour mit der Erklärung an, dass es bald möglich sein wird, Gedanken des menschlichen Gehirns in Videobilder umzuwandeln. Das gelingt mit Hilfe eines Helms mit Elektroden, der Hirnaktivitäten erkennt. Privates kann dann zugänglich und lesbar werden. Was für viele ein erschreckender Gedanke sein mag, sieht Gabriel aus der positiven Perspektive. Er meint, dass die Menschen dann keine einsamen Inseln mehr sind, sondern offen und verbunden.[99] Er meint, dass es eventuell möglich sein könnte andere, nichtmenschliche Lebensformen zu verstehen und eine Verbindung mit ihnen zu finden. Das Stück folgt einem, der hineinsteigt in eine andere Welt und sie in ihrer ganzen Vitalität erlebt.[73]
9. Die neunte Singleauskoppelung war Love Can Heal, die am 31. August 2023 am Datum des neunten Vollmonds (Blue Moon) veröffentlicht wurde.[100][101][102] Gabriel meint, dass der Song genau zu den Themen des Albums in dem Sinne passt, dass es bei i/o um Gefühle geht und darum, mit allem verbunden zu sein, und dass in gewisser Weise die nächste Evolution des Verbunden-Seins mit Dingen ein Gefühl der Liebe für alles ist.[100]
10. Die zehnte Singleauskoppelung war This Is Home, die am 29. September 2023 am Datum des zehnten Vollmonds (Harvest Moon) veröffentlicht wurde.[103][104][105][106] This Is Home ist ein lyrisches Stück über das Finden des Friedens und über Zweisamkeit. Die Strophen beschreiben zunächst große und kleine Wahrnehmungen, die man in einer vertrauten Umgebung haben kann. Darüber hinaus wird auf ein Gegenüber Bezug genommen, das bei all diesem eine Bedeutung hat. Im Refrain heißt es: „I know this is home - home is where I need to be“ und dann noch deutlicher „I know you are my home“ („Ich weiß, dies ist Zuhause - zuhause ist, wo ich sein muss - ich weiß, du bist mein Zuhause“). In This Is Home wird keine große Geschichte erzählt, es wird stattdessen der Zustand von tiefem Glück und innerer Zufriedenheit beschrieben.[104] Das Lied handelt davon, dass beides an einem geliebten Ort mit einem geliebten Menschen erlebt wird. Schwierigkeiten werden dabei nicht ausgeblendet. Sowohl der Text als auch die Musik des Liedes sind geprägt von emotionaler Gelassenheit.[75]
11. Die elfte Singleauskoppelung war And Still, die am 28. Oktober 2023 am Datum des elften Vollmonds (Hunter's Moon) veröffentlicht wurde.[3][107][54] And Still ist ein Stück, das Peter Gabriel, nach seiner Ansage zu diesem Lied bei den Konzerten der i/o Tour, seiner im Jahr 2016 im Alter von 95 Jahren verstorbenen Mutter gewidmet hat.[108][109] Es ist nach eigenen Angaben nicht nur eine Elegie, sondern auch eine Erkundung der Natur der Erinnerung, wie diese die Menschen bindet und sichert.[108][109][54] Der Text handelt von einer Person, die bei der verstorbenen Mutter sitzt. Alles ist fortgegangen, heißt es im Liedtext. Beschreibungen von Berührungen folgen, die zuvor warm waren, jetzt aber kalt sind. Der Text enthält Bilder, die entstehen und Empfindungen, die benannt werden. Diese zeugen von Verlust und Trauer. In And Still wird Wehmut ausgedrückt, aber auch eine tiefe Liebe und Dankbarkeit, von der Mutter in die Welt gesetzt worden zu sein und durch sie damit weiter in die Welt gehen zu können.[110]
12. Die zwölfte und letzte Singleauskoppelung für 2023 war Live and Let Live, die am 27. November 2023 am Datum des zwölften Vollmonds (Beaver Moon) veröffentlicht wurde.[111][112] Live and Let Live bewegt sich auf demselben optimistischen Terrain wie Nick Caves „Soundsuits“, mit dem Vorsatz, dass das Gute das Böse besiegen wird und damit das Licht die Dunkelheit besiegen wird. Negative Energie und schlechte Taten zu erkennen und ihnen entgegenzutreten ist nach Gabriels Liedtext die einzige Antwort.[77] Das Stück ist ein Tribut an Nelson Mandela und Desmond Tutu, die beide gemeinsam auf Initiative von Peter Gabriel und Richard Branson Gründer und Mitglieder der Organisation The Elders waren[113][114][115] und baut auf einer Aussage aus Mandelas Autobiografie Der Lange Weg Zur Freiheit auf.[116][Anm. 1] Mandela sagte, er habe gespürt, wie die alte Angst und der alte Hass in ihm hochkamen, aber als er intensiv darüber nachdachte, wurde ihm klar, dass er einen Weg finden musste, mit diesen Menschen zusammenzuarbeiten, um etwas aufzubauen, das er seine Regenbogenkoalition nannte. Er musste ihre Menschlichkeit spüren und schließlich einen Weg finden, ihnen zu vergeben. Er war sich ziemlich sicher, dass er für den Rest seiner Tage ihr Gefangener bleiben würde, wenn er ihnen nicht verzeihen und einen Weg zur Zusammenarbeit mit ihnen finden könnte. Gabriel betont, dass Vergebung ein effektiver Weg ist, sich von emotionalen Lasten zu befreien und Frieden zu finden.[117] Gabriel sieht bei der Notwendigkeit von Vergebung für den Frieden auch einen Bezug zu der aktuellen Weltlage (seit dem Terrorangriff der Hamas auf Israel 2023) im Nahen Osten oder (seit dem Russischen Überfall seit 2022) in der Ukraine zum Erscheinungszeitpunkt des Songs im November 2023.[117] Einfach ausgedrückt befasst sich das Lied mit der Grundhaltung von Vergebung als Schlüssel zur Menschlichkeit und Freiheit an sich und als Gegenmittel zu Gewalt und Hass[118] und beleuchtet diese zwei Aspekte von der entgegengesetzt anderen Seite als der Liedtext des Songs Four Kinds of Horses.

Im April 2023 waren neben Live and Let Live und Love Can Heal als sichere noch weitere Titel wie Path of Furtune, das sich dann letztendlich zu Live and Let Live entwickelte, Rock Paper Scissors, Radio Everyone und Lost And Found als mögliche Titel für das Album im Gespräch. Ob bzw. wann diese Stücke noch auf der zu diesem Zeitpunkt 16–18 Songs langen Liste für das Album i/o stehen würden, war zu diesem Zeitpunkt noch nicht bekannt. Why Don't You Show Yourself (live gespielt auf der Back to Front Tour 2012–2014) gehörte jedoch bereits zu diesem Zeitpunkt nicht mehr dazu.
Love Can Heal sollte sich von der am 29. Juni 2016 im Air Canada Center in Toronto gespielten Live-Version unterscheiden. Es hat sich allerdings bei der Veröffentlichung am 31. August 2023 kein nennenswerter Unterschied gezeigt, wobei Teile des Stücks während der Rock Paper Scissors Tour aufgenommen wurden.
Gabriel möchte Why Don’t You Show Yourself irgendwann auf ein Album packen, plante aber nicht, dass es auf dem Album i/o sein wird, aber er sagte, dass er es vielleicht als eigenständige Single veröffentlichen will.
Mit Beginn der Tournee zum Album i/o The Tour in Krakau (Polen) am 18. Mai 2023 waren zusätzlich zu den bis zu diesem Zeitpunkt bereits veröffentlichten fünf Stücken acht weitere neue Stücke im Programm: Olive Tree, This Is Home, Love Can Heal, Road to Joy, So Much, And Still, What Lies Ahead (das im November und Dezember 2014 diesen Abschnitt der Back to Front Tour in der Rohversion eröffnet hatte, analog zu O But bzw. Playing for Time zuvor) und Live and Let Live. Das entsprach dem kompletten Album plus einem weiteren Titel, der auf dem kommenden Album o/i erscheinen wird.

## Musikvideos
Weitere Details zu den einzelnen Musikvideos und ihrer Bedeutung finden sich in der deutschsprachigen Wikipedia in den Artikeln zu den einzelnen Titeln des Albums sowie in den angegebenen Quellen.

Peter Gabriel startete am 18. April 2023 zusammen mit dem Unternehmen Stability AI den Peter Gabriel / Stability AI #DiffuseTogether Wettbewerb. In diesem wurden die Teilnehmer eingeladen, ein animiertes KI-generiertes Musikvideo einzureichen, das von der Musik von Peter Gabriel inspiriert und auf diese eingestellt ist. Die Gewinner wurden im Juni 2023 bekannt gegeben. Am 23. Januar 2025 wurde ausgehend von den Musikvideos für i/o die KI-Musikvideocreator-Plattform 50:50 gestartet, die eine fairere Aufteilung der Aufmerksamkeit und der Einnahmen zwischen dem Urheber der Musik und dem der visuellen Elemente erreichen soll.
1. Das erste Musikvideo zu Panopticom[128] ist der Beitrag des Benutzer Stephen Grzanowski alias Vnderworld.[129] Dieses Video gewann in dem Wettbewerb den zweiten Preis. Das Video lädt zum Nachdenken über das Konzept des Gefängnisses Panopticon ein und zeigt die Folgen der Überwachung in einer Gesellschaft.[130]
2. Das zweite Musikvideo zu Panopticom[131] wurde es von Lam Son Do AKA Lamson,[132] Dieses Video gewann in dem Wettbewerb gemeinsam mit dem zu The Court[133] von Junie Lau[134] – den ersten Platz. Es handelt von dem Beobachten und dem beobachtet werden in den sozialen Medien.[135]
3. Das erste Musikvideo zu The Court[136] ist der Beitrag des Benutzers Oranguerillatan[137] zu dem Wettbewerb. Das ausgewählte Video gewann in dem Wettbewerb den dritten Preis.[138] Das Video soll die Dualität der menschlichen Erfahrung einfangen, gleichzeitig düster und hoffnungsvoll sein, die täglichen Kämpfe der Menschheit vermitteln und gleichzeitig deren kollektive Hoffnung auf eine hellere Zukunft hervorheben.[138]
4. Das zweite Musikvideo zu The Court[133] von Junie Lau,[134] belegte gemeinsam mit dem zu Panopticom[131] von Lamson[132] in dem Wettbewerb den ersten Platz. In dem Video ist der Peter Gabriel der 1980er Jahre in verschiedenen Verkleidungen und Situationen zu sehen.[139]
5. Das erste Musikvideo zu dem Lied i/o[140] wurde von dem Projekt Sagans[141] im Rahmen des Wettbewerbs veröffentlicht. Das i/o-Video verwandelt die makroskopische Welt in eine mikroskopische Ebene.[142]
6. Das Musikvideo zu Olive Tree[143] von Oranguerillatan[137] wurde erst am 23. Januar 2025 zu dem Start des Projektes 50:50 Video[126] veröffentlicht. Das bereits zwischen Dezember 2023 und Januar 2024 entstandene Olive Tree-Musikvideo illustriert den Inhalt des Liedtextes mit der Reise eines animierten Helden, der mit der Hilfe eines Helmes in die Welt seiner Gedanken durch die vier Jahreszeiten reist.[143]
7. Das erste Musikvideo zu Love Can Heal existiert in zwei Versionen mit dem Bright-Side Mix[144] und dem Dark-Side Mix[145] und wurde unabhängig von dem Wettbewerb von Aardman Animations erstellt. Das Video zeigt eine Weiterentwicklung des Artworks von Antony Micallef mit den beiden sich umarmenden Gestalten als Animation und ist in Zusammenarbeit mit Micallef entstanden.[100]
8. Das Musikvideo zu Four Kinds of Horses[146] wurde zu dem Bright-Side Mix im Rahmen des Projektes 50:50 Video am 5. Februar 2025 veröffentlicht. Das KI-generierte animierte Video wurde von Lam Son Do AKA Lamson,[132] erstellt. Das Video ist laut Lamson eine Sammlung historischer Fragmente aus einer verlorenen Zeitlinie, die durch die vielen vergangenen Reinkarnationen einer einzigen Seele, des letzten Wesens auf der Erde, gesehen werden und schließlich zu dessen Erleuchtung führen.[147]
9. Das erste Musikvideo zu Playing for Time[148] wurde zu dem Dark-Side Mix im Rahmen des Projektes 50:50 Video am 21. Februar 2025 veröffentlicht. Das KI-generierte animierte Video wurde von Stephen Grzanowski alias Vnderworld[129] erstellt. Das Video beginnt damit, dass Peter Gabriel das kosmische Portal durch die Astralebene seiner Existenz öffnet. Von den vulkanischen prähistorischen Anfängen der Erde bis zum Garten Eden, durch alte Zivilisationen und historische Epochen werden wir Zeugen der kollektiven Reise der Menschheit. Das Video fließt nahtlos vorbei an den ägyptischen Pyramiden, der Arche Noah und weiter durch die Zeitalter der Gladiatoren, Wikinger und Entdecker. In jeder Szene sehen wir einen von Peters Vorfahren, der die Zeitalter überlebt hat. Diese Zeitlinie der Vorfahren führt zu Gabriels eigener Lebensgeschichte - von seinen Anfängen als Schlagzeuger in der Charterhouse School über seine Genesis-Ära und seinem MTV-Erfolg bis hin zu seiner heutigen Weisheit. Als sich die Erzählung ihrem Höhepunkt nähert, tauchen skelettartige Figuren und Uhren auf. In den letzten Momenten überschreitet das Video die lineare Zeit und zeigt Gabriel in einer alternativen Dimension, in der Vergangenheit, Gegenwart und Zukunft zu einem einzigen Augenblick zusammenfallen, während die Simulation neu startet.[149]
10. Das erste Musikvideo zu Road to Joy[150] wurde zu dem für das Video stark um 92 s gekürzten Bright-Side Mix im Rahmen des Projektes 50:50 Video am 13. März 2025 veröffentlicht. Das KI-generierte animierte Video wurde wie bereits das zweite zu The Court[139] von Junie Lau[134] erstellt. Es zeigt am Anfang Peter Gabriel in verschiedenen Ansichten, wie er mir klassischen US-amerikanischen Straßenkreuzern fährt. Danach folgt eine visuelle Reise durch eine Welt mit sich ständig rasant wechselnden bunten psychedelischen Bildern, die sich teilweise explosionsartig entwickeln.[151]
11. Das dritte Musikvideo zu Panopticom[152] wurde zu dem Bright-Side Mix im Rahmen des Projektes 50:50 Video am 20. März 2025 veröffentlicht. Das KI-generierte animierte Video wurde von Dominic DeJoseph[153] erstellt. Es zeigt die Welt, die sich um ein riesiges Auge zu drehen scheint.[154]
12. Das erste Musikvideo zu This Is Home[155] wurde zu dem Bright-Side Mix im Rahmen des Projektes 50:50 Video am 25. März 2025 veröffentlicht. Das aus verschiedenen Standbildern bestehende Video wurde von Ezra Soiferman[156] erstellt. Die Standbilder zeigen verschiedene Vertreter der Tier- und Pflanzenwelt, sowie Fotos von dem Konzert im Centre Bell in Montreal am 13. September 2023 der i/o The Tour von Peter Gabriel.[157]
13. Das zweite Musikvideo zu Playing for Time[158] wurde zu dem Dark-Side Mix im Rahmen des Projektes 50:50 Video am 28. März 2025 veröffentlicht. Das KI-generierte animierte Video wurde von Dominic DeJoseph[153] erstellt. Dieses zeigt die Vergänglichkeit, die am Anfang und am Ende des Videos durch ständig wechselnde Uhren mit Zeigern und am Ende auch wechselnde Totenschädel symbolisiert wird. Dazwischen sind Männer und Frauen in verschiedenen Positionen und bei verschiedenen Tätigkeiten zu sehen. Diese sind lediglich als schwarze Gestalten in Form von Schattenrissen zu erkennen.[159]
14. Das zweite Musikvideo zu Road to Joy[160] wurde zu dem Dark-Side Mix im Rahmen des Projektes 50:50 Video am 2. April 2025 veröffentlicht. Das KI-generierte animierte Video wurde von Tristan Zand[161] erstellt. Dieses zeigt am Anfang das Gesicht eines alten Menschen. Im Laufe des Videos ist immer wieder ein sich bildender Planet im Urzustand zu sehen und jeweils ein Auge verschiedener Menschen. Ein Komet und ein Asteroid fliegen durch das Weltall. Wolken und Meer sind zu sehen. Aus dem Asteroid entspringt pflanzliches Leben. Die Gesichter verschiedener Menschen werden gezeigt. Mikroskopische Aufnahmen eines Blutkreislaufes und ein gefiederter Mensch, der aus dem Meer steigt führen zum Ende des Videos, an dem ein Mensch ins Wasser springt.[162]
15. Das Musikvideo zu Live and Let Live[163] wurde zu dem Bright-Side Mix im Rahmen des Projektes 50:50 Video am 30. April 2025 veröffentlicht. Das KI-generierte animierte Video wurde von Jay Schankman[164] erstellt. Dieses bewegt sich durch drei lyrische Passagen. Als erstes geht es um persönliches Verständnis und Vergebung, anschließend um die Reparatur oder Heilung unserer zwischenmenschlichen Beziehungen und am Ende um das Zusammenkommen in der Liebe, wobei die Bezüge dazu viele verschiedene Formen annehmen. Letzten Endes, wenn wir unsere endlosen Kriege beenden und „die Last ablegen, die Waffen niederlegen“. Die Elders sprechen davon, den Mut zu haben, „mutig genug zu sein, zuzuhören, zu leben und leben lassen“.[165]
16. Das zweite Musikvideo zu dem Lied i/o[166] wurde zu dem Bright-Side Mix im Rahmen des Projektes 50:50 Video am 8. Mai 2025 veröffentlicht. Das KI-generierte animierte Video wurde von Albert Normandin[167] erstellt. Nach Normandin verbindet der Song Erde, Natur und Leben, die alle ein Teil von allem sind, miteinander. In dem Video wird ein visueller Fluss auf abstrakte Weise geschaffen, um dieses Gefühl zusammenzubringen. Dazu verwendet Normandin traditionelle fotografische Methoden, schwungvolle Bewegungen und Animationen in der realen Welt. Dies stellt die Aufregung, Energie und Freude, die wir in diesem Leben auf der Erde haben, dar.[168]
17. Das zweite Musikvideo zu Love Can Heal[169] wurde zu dem Bright-Side Mix im Rahmen des Projektes 50:50 Video am 22. Mai 2025 veröffentlicht. Das KI-generierte animierte Video wurde von Ravi Swami[170] erstellt. Das Video ist ein Versuch, eine kohärente Erzählung mit den derzeit verfügbaren und sich ständig weiterentwickelnden KI-Tools für bewegte Bilder zu erstellen.[170] Es besteht aus Bildern, die in Midjourney von 2023 bis heute erzeugt wurden, und ist von der dritten Aufnahme inspiriert, die Technologie und Natur gegenüberstellt. Die Erzählung entstand aus der Besorgnis über den Einsatz von KI und als Anspielung auf den Begriff „Drohne“ und beinhaltet Themen wie die Frage, wie unsere Abhängigkeit von der Technologie uns von der Natur isolieren kann, und im weiteren Sinne die Idee, dass die Natur einen Vorsprung von einer Milliarde Jahren gegenüber den menschlichen Bemühungen hat.[171]
18. Das zweite Musikvideo zu This Is Home[172] wurde zu dem Dark-Side Mix im Rahmen des Projektes 50:50 Video am 27. Mai 2025 veröffentlicht. Das KI-generierte animierte Video wurde von Ernie Button[173] erstellt. Button ist von der Idee des „Zuhause“ fasziniert, ein Wort, das normalerweise Komfort und Zugehörigkeit heraufbeschwört. Es wird selten in einem negativen Sinne verwendet. Dieses emotionale Gewicht machte den Song für Button zu einer überzeugenden Grundlage für die visuelle Erkundung, für den Reisen und Fotografieren zwei der großen Freuden in seinem Leben sind. Je öfter er an bestimmte Orte zurückkehrt, desto mehr nehmen diese Orte das ruhige, vertraute Gefühl von Heimat an. An Orten, an die er reist, ist ihm oft ein gemaltes Strichmännchen auf Gehwegen und Bahnsteigen aufgefallen, das Reisende von einem Punkt zum anderen führt - ein anonymer, lebloser Reiseführer. Diese Figur wurde für ihn zu einer Art Symbol: ein stiller Begleiter an verschiedenen Reisezielen. In diesem Projekt habe er nur seine eigenen Fotos verwendet, die er auf einigen seiner wichtigsten Reisen aufgenommen habe, um alle KI-gestützten Videosequenzen zu erstellen. Zusammen mit Gabriels Liedtext „There's nowhere else I’m going, I know this is home, and home is where I have to be... I know this is my home... you are my home“ - wird die Bildsprache zu einer Meditation darüber, was „Heimat“ wirklich bedeutet. Für jeden ist diese Bedeutung eine andere. Es kann eine Person sein, ein Ort, eine Erinnerung oder ein Gefühl. Aber der Wunsch ist universell - das Bedürfnis nach einem Raum, physisch oder emotional, der uns Trost, Verbundenheit und Zugehörigkeit bietet.[174]
19. Das Musikvideo zu And Still[175] wurde zu dem Dark-Side Mix im Rahmen des Projektes 50:50 Video am 6. Juni 2025 veröffentlicht. Das KI-generierte animierte Video wurde von Arielko[176] erstellt. Inspiriert von der Musik und dem Text des Liedes, erforscht dieses Video das Thema der verstorbenen geliebten Menschen und derer, die sie zurücklassen. Der kreative Prozess umfasste die Lektüre von Gabriels Interviews über die Entstehung des Liedes, die Recherche von Ausdrucksformen des Gedenkens in Kunst und Kultur und das Notieren persönlicher Assoziationen, die durch den Text und die Überlegungen zum Verlust hervorgerufen werden. Das zentrale Thema, das sich herauskristallisierte, sind leere Häuser, die die Abwesenheit ihrer früheren Bewohner symbolisieren. Die Stare stehen für das allgegenwärtige Wunder und Geheimnis, das uns umgibt, bevor und nachdem wir hier sind.[177]
20. Das dritte Musikvideo zu Playing for Time[178] wurde zu dem Bright-Side Mix im Rahmen des Projektes 50:50 Video am 18. Juni 2025 veröffentlicht. Das KI-generierte animierte Video wurde von Daniel Leighton[179] erstellt. Leighton ist schon lange von dem Konzept des Gedächtnisses fasziniert. Das fertige Lied spiegelte für ihn etwas wider, mit dem er gelebt hatte: die Komplexität von Zeit, Erinnerung und den Räumen dazwischen. Er ging von drei seiner Originalgemälde aus und generierte in mehreren Arbeitsschritten aus ihnen mit KI-Tools die Videoinhalte. Das Video berührt ein Gefühl, zu dem er in seiner Arbeit zurückkehrt. Es geht um Erinnerung, um Zeit, um die Dinge, die wir mit uns tragen, und die Dinge, zu denen wir zurückkehren.[180]
21. Das dritte Musikvideo zu Road to Joy[181] wurde zu dem Bright-Side Mix im Rahmen des Projektes 50:50 Video am 26. Juni 2025 veröffentlicht. Das KI-generierte animierte Video wurde von Michael Rhoades[182] erstellt. Wie der Titel des Liedes schon beinhaltet, war die Erstellung des Videos zu Road to Joy für Rhoades eine wirklich freudige Erfahrung, bei der aus seiner Sicht viel gelernt und ausgedrückt wurde. Das Video ist von ihm nicht als eine erzählerische Interpretation der Musik gedacht. Stattdessen soll es auf eine komplizierte Weise mit der Musik von Gabriel auf einer gleichen Wahrnehmungsebene und im Kontrapunkt interagieren. So könnte man den Tanz der visuellen Objekte als eine Reihe von Musikinstrumenten ansehen, die die Tiefe und Breite der vorhandenen Musik erweitern. Für Künstler verschwimmt oft die Grenze zwischen den verschiedenen Ausdrucksmitteln zu einer einzigen Perspektive.[183]

## Titelliste
Alle Titel wurden von Peter Gabriel geschrieben. Das Album beinhaltet 12 Titel, die vorab bereits an den zwölf ersten Vollmonden im Jahr 2023 jeweils einzeln als Single erschienen sind.

### i/o
(Quelle:)

#### CD-Versionen und Audio Blu-ray
1. Panopticom – 5:13
2. The Court - 4:21
3. Playing for Time – 6:17
4. i/o – 3:52
5. Four Kinds of Horses – 6:47
6. Road to Joy – 5:21
7. So Much – 4:50
8. Olive Tree – 5:58
9. Love Can Heal – 5:59
10. This Is Home – 5:04
11. And Still – 7:41
12. Live and Let Live – 6:46 (Bright-Side Mix) / 7:11 (Dark-Side Mix und In-Side Mix)[44]

#### LP-Versionen
A-Seite
1. Panopticom – 5:13
2. Playing for Time – 6:17
3. The Court - 4:21

B-Seite
1. Four Kinds of Horses – 6:47
2. i/o – 3:52
3. Love Can Heal – 5:59

C-Seite
1. Road to Joy – 5:21
2. So Much – 4:50
3. Olive Tree – 5:58

D-Seite
1. This Is Home – 5:04
2. And Still – 7:41
3. Live and Let Live – 6:46 (Bright-Side Mix) / 7:11 (Dark-Side Mix)[44]

### Bandcamp Exclusives
Für die Abonnenten des Kanals von Peter Gabriel bei dem Online-Musikdienst Bandcamp wurden zusätzlich zu den Bright-Side und den Dark-Side Mixen sowohl alternative Versionen der veröffentlichten Titel des Albums i/o zum Download zur Verfügung gestellt, als auch Videoclips, die deutlich mehr in die Tiefe gehen (so genannte Deep Dive Videos) als die Clips auf YouTube, die an jedem Vollmond regulär erschienen (meistens an Neumond, manchmal später). Nachfolgend die Zusammenstellung aller alternativen Versionen:
1. Panopticom (Original Band Tracking Session 24-09-2021) – 5:33 – Längere Live-Einspielung in den Real World Studios vom 24. September 2021, neben Peter Gabriel spielen David Rhodes, Manu Katché und Tony Levin mit.[187][188]
2. The Court (Pre Band Demo) – 3:37 – Relativ weit ausgereiftes Demo, das die Basis für die Band-Sessions war. Es handelt sich um eine mit einer synthetischen Band eingespielte Version, die die richtige Studioband zur Vorbereitung bekommen hatte. Es sind alle wesentlichen Elemente des späteren Songs bereits vorhanden, aber es ist noch eine gewisse Schlichtheit wahrnehmbar, die noch gefüllt werden soll.[189][190]
3. Playing for Time (Up tempo Time) – 6:11 – Band-Version des Songs Playing for Time, die Peter Gabriel verworfen hat. Zum großen Teil wurde die Version während der Session mit Band im September 2021 aufgenommen, enthält aber auch einige frühere Elemente.[191][192]
4. i/o (Post Band Version) – 7:36 – Mit zusätzlichen E-Gitarren und zusätzlicher Bridge und einem längeren Abschnitt gegen Ende, der Teile der funkigen frühen Version enthält. Diese Version ist genau doppelt so lange, wie die beiden Hauptmixe.[193][194]
5. Four Kinds of Horses (Post Band Version) – 7:10 – Noch sehr rohe Post Band Version des Titels ohne Orchester und teilweise anderem Gesang. Manu Katché ist am Schlagzeug zu hören. Die Bandeinspielung hat schon stattgefunden aber das Endarrangement fehlt aber noch.[195][196]
6. Road to Joy (Post Band Version) – 6:37 – Rohe Abmischung, die verschiedene Zusatz-Sounds enthält. Es fehlen jedoch die Orchester- und Gospelchor-Anteile. Es gibt auch noch keinen endgültigen Liedtext, sondern nur gesungenen Fülltext, der von Peter Gabriel selbst Gabrielese genannt wird. Die Version ist um 1:13 länger als der schon minimal längere Dark-Side Mix. Das kommt durch eine zusätzliche Strophe plus Refrain, die vor dem Schlussteil sitzen.[197][198]
7. So Much (Guitar Version) – 4:48 – Gitarrenfassung, die später zugunsten der für Gabriel persönlicheren Klavierversion verworfen wurde. Die E-Gitarre wurde von David Rhodes eingespielt. Dieser Versuch ist ungewöhnlich, da die Gitarre nicht Gabriels zentrales Instrument ist und er dies nicht oft macht.[199][200]
8. Olive Tree (Band Session) – 7:51 – Völlig beruhigte Version von Olive Tree mit leichten Textänderungen. So gibt es hier im Intro nur einen unauffälligen E-Bass und leichte Rimbeats des Schlagzeugs, ergänzt um eine E-Gitarre, die ein ruhiges Motiv wiederholt, weitgehend auf einer Saite gezupft.[201][202]
9. Love Can Heal (Post Band Version) – 6:31 - Elemente wie Teile des Gesangs, aber vor allem die Perkussion fehlen im finalen Mix und es gibt noch kein Orchester. Diese Version ist etwa eine halbe Minute länger als die vorher bekannten Versionen. Sie stammt vom Oktober 2021 und gibt den Zustand unmittelbar nach den Sessionaufnahmen wieder. Da bei diesen Aufnahmen aber auch bereits eingespieltes Material miteinfloss, handelt es sich um die Bandeinspielung plus die Teile der Liveaufnahme mit Linnea Olsson, Jennie Abrahamson und Angie Pollock von 2016.[203][204]
10. This Is Home (Post Band Version) – 5:03 – Diese purer wirkende Fassung ist unverstellt. Der Gesamtsound ist deutlich perkussiver als in den beiden zuvor veröffentlichten Hauptmixen aber swingt und federt mindestens genauso gut, wirkt aber insgesamt noch recht dumpf. Die vitalisierenden Zusätze sind noch nicht vorhanden, das Lichte fehlt noch. Die Gesangs-Tonspur scheint noch eine vorläufige zu sein. Gabriel setzt hier etwas verspätet ein. Im Gesamteindruck wirkt sein Singen verhaltener, weniger versammelt. Der Wechsel zwischen den tief und hoch gesungenen Strophenteilen besitzt deutlich weniger Dynamik. Die Schlusspassage läuft ebenfalls einfach durch. Die Vokalimprovisationen fehlen, es gibt keine Verdichtung im Arrangement, der Song schreitet einfach weiter voran, bis er mit einem dezenten Schlag des Beckens endet. Das Fehlen von all den kleinen Zusätzen, vor allem von Synthesizer und E-Gitarre sowie des Orchesters, bewirkt ein Hervortreten der perkussiven Elemente, die auch feingliedriger erscheinen, was bewegliche und verspielte Momente ergibt. Dass diese Fassung gleichförmiger durchläuft führt zu einem fast noch gelasseneren Eindruck, als bei den beiden Hauptmixen. Die Länge der Aufnahme entspricht zwar den Hauptmixen, jedoch sind am Anfang 19 Sekunden Vorlauf hinzugefügt. Dafür fehlen in der Schlusspassage etwa 10 Sekunden und das Ausklingen ist auch deutlich verkürzt.[205][206]
11. And Still (No Strings Attatched Version) – 8:03 – Bei dieser Version stehen das Piano und die Stimme von Peter Gabriel im Mittelpunkt des Liedes. Diese Aufnahme ist vor den orchestralen Sessions in den British Grove Studios noch ohne die Mitglieder des New Blood-Orchesters entstanden. Es sind ausschließlich gesampelte Streicher von John Metcalfe zu hören. Das Stück wirkt wie eine Demoaufnahme. Ansonsten sind noch Piano, Bass und wenige Synthesizer-Klänge zu hören. Gabriels Gesang ist noch eine vorläufige Fassung. Ein Cello gibt es in dieser Aufnahme noch nicht. Das Solo wird am Klavier gespielt. Die Laufzeit dieser Fassung ist etwa 20 Sekunden länger, als die der Hauptmixe.[207][208]
12. Live and Let Live (Stripped Down Version) – 5:51 – Dabei handelt es sich um eine alternative Version von Live and Let Live, eine abgespeckte Version, die vor der Hinzufügung von Streichern, Chor und weiterer Instrumentierung entstand, mit Ausnahme von David Rhodes. Diese Version vom Januar 2022 entstand an einem Punkt, als Gabriel bereits viele Elemente in die Vorarbeiten gepackt hatte und sich darin zu verlieren drohte. Deswegen fertigte er mit David Rhodes diese entleerte Version an, die zwar wie ein frühes Demo klingt, der aber bereits einige Ausarbeitungsversuche vorangegangen waren. Sie hat noch einen anderen Text mit realen Worten, nicht mit Lauten ohne Sinn. Der Text des Liedes wurde für die endgültige Version noch weiterentwickelt und in der Endphase gekürzt. Gibt es bei der Albumversion den Vierzeiler mit William Blake, Desmond Tutu und Madiba, gibt es hier noch mehrere Zeilen mehr, in denen John Lennon und Yoko Ono dem Frieden eine Chance geben und Mahatma Gandhi zu allem lächelt. Musikalisch sind bei dieser Version programmierte Drums und später ein veränderter Rhythmusloop sowie von Gabriel auf dem Klavier hingeworfene Akkorde zu hören. Die Gitarre von David Rhodes begleitet simpel, aber stützend.[209][210]
13. Love Can Heal (Halfway House Mix) – 5:21 – Bei dieser gegenüber den Hauptmixen um 38 Sekunden kürzeren Version handelt es sich um einen alternativen Work-in-Progress-Mix von Love Can Heal mit Elementen, die während der Rock Paper Scissors Tour mit Jennie Abrahamson, Linnea Olsson und Angie Pollock aufgenommen wurden, sowie zusätzlicher Bassgitarre von Tony Levin und Percussion von Ged Lynch.[211][212]

## Mitwirkende
(Quelle:)

### Hauptmusiker
- Jennie Abrahamson – Begleitgesang (bei Love Can Heal)
- Ron Aslan – zusätzliche Synthesizer (bei Road to Joy)
- Hans-Martin Buff – Perkussion (nur In-Side-Mix bei The Court und i/o), zusätzliche Perkussion (nur Bright-Side-Mix und In-Side-Mix bei Road to Joy; nur In-Side-Mix bei Love Can Heal und This Is Home), Synthesizer (bei Road to Joy), Programmierung (bei Road to Joy), Soundeffekte (nur In-Side-Mix bei i/o), Electric-Bee-Effekt (nur In-Side-Mix bei Four Kinds of Horses), zusätzliche E-Gitarre (nur In-Side-Mix bei Olive Tree, This Is Home und Live and Let Live), Klatschen (nur In-Side-Mix bei And Still und Live and Let Live), zusätzliches Leitmotiv (nur In-Side-Mix bei And Still), Real World-Sommer-Geräusche (nur In-Side-Mix bei Live and Let Live)
- Tom Cawley – Piano (bei Playing for Time)
- Richard Chappell - Programmierung (bei Panopticom, The Court, i/o, Olive Tree, And Still und Live and Let Live)
- Ríoghnach Connolly – Begleitgesang (bei Panopticom, Love Can Heal und This Is Home)
- Don McLean (Don-E) – Synthesizer (bei Road to Joy)
- Brian Eno – Synthesizer (bei Panopticom, The Court, Four Kinds of Horses, This Is Home und Live and Let Live), Glocken (bei Panopticom), Perkussion (bei The Court), Programmierung (bei Four Kinds of Horses (Electric Worms), Road to Joy und Live and Let Live), manipulierte Gitarre und Ukulele (bei Road to Joy), Dreamy Piano (bei This Is Home)
- Richard Evans – D Pfeife (bei i/o), Mandoline (bei Olive Tree)
- Paolo Fresu – Solo-Trompete (bei Live and Let Live)[213]
- Melanie Gabriel – Begleitgesang (bei The Court, Four Kinds of Horses, So Much, Love Can Heal und Live and Let Live)
- Peter Gabriel – Hauptgesang, Begleitgesang, verfremdete Stimmen (Transformer Vocals bei And Still), Keyboards, Klavier (bei The Court, So Much, Olive Tree, Love Can Heal, And Still und Live and Let Live), Synthesizer, manipulierte Charango (bei Road to Joy), Perkussion (bei Love Can Heal und Live and Let Live), gestimmte Perkussion (Glasharfe) (bei And Still), Programmierung (bei Panopticom, The Court, i/o und Olive Tree), Rhythmus-Programmierung (bei Four Kinds of Horses, Road to Joy, And Still und Live and Let Live)
- Steve Gadd - Besen-Loops (bei Live and Let Live)
- Oli Jacobs – Synthesizer (bei Panopticom, Playing for Time, i/o und This Is Home). Klavier (bei Four Kinds of Horses), Perkussion (bei This Is Home), Gitarre (bei This Is Home), Programmierung (bei Panopticom, The Court und i/o), Rhythmus-Programmierung (bei This Is Home)
- Manu Katché – Schlagzeug (außer bei Four Kinds of Horses, So Much, Love Can Heal und And Still)
- Tony Levin – Bassgitarre
- Ged Lynch – Perkussion (bei Olive Tree und Love Can Heal)
- Katie May – Akustikgitarre (bei Panopticom und i/o), Percussion (bei The Court, This Is Home und Live and Let Live), Rickenbacker-Gitarre (bei i/o), Synthesizer (bei i/o), Programmierung (bei Four Kinds of Horses), Gitarreneffekte (bei Love Can Heal), Rhythmus-Programmierung (bei Four Kinds of Horses), E-Gitarre (nur Bright-Side-Mix und In-Side-Mix bei i/o)
- Stuart McCallum – E-Gitarre, Akustikgitarre (nur In-Side-Mix bei Panopticom)
- Oli Middleton – Perkussion (bei This Is Home)
- Linnea Olsson – Solo-Cello (bei Love Can Heal), Begleitgesang (bei Love Can Heal)
- Angie Pollock – Synthesizer (bei Love Can Heal)
- David Rhodes – E-Gitarren (außer bei Playing for Time), Begleitgesang, Akustikgitarre (bei Olive Tree), 12-saitige Akustikgitarre (bei So Much und Olive Tree)
- Richard Russell – gefilterte Perkussion (bei Four Kinds of Horses)
- Josh Shpak – Trompete (bei Road to Joy und Olive Tree)
- Evan Smith – Saxophon (bei Olive Tree)

### Orchesterpersonal
Orchester
- Mitglieder des New Blood Orchestra: (alle Stücke außer Panopticom, i/o und Love Can Heal)
  - Geigen – Everton Nelson, Ian Humphries, Louisa Fuller, Charles Mutter, Cathy Thompson, Natalia Bonner, Richard George, Marianne Haynes, Martin Burgess, Clare Hayes, Debbie Widdup, Odile Ollagnon
  - Bratschen – Bruce White, Fiona Bonds, Peter Lale, Rachel Roberts
  - Celli – Ian Burdge (auch Solo-Cello bei And Still), Chris Worsey, Caroline Dale, William Schofield, Tony Woollard, Chris Allan
  - Kontrabässe – Chris Laurence, Stacey Watton, Lucy Shaw
  - Trompete – Andrew Crowley
  - Tenorposaune – Tracy Holloway, Andy Wood
  - Euphonium – Andy Wood
  - Bassposaune – Richard Henry
  - Waldhorn – David Pyatt, Richard Bissill
  - Tuba – David Powell
  - Flöte – Eliza Marshall
  - Dirigent – John Metcalfe
  - Konzertmeister – Everton Nelson
  - Betreuer der Notenblätter – Dave Foster
  - Orchester-Arrangements – John Metcalfe (bei The Court, Four Kinds of Horses, Road to Joy, So Much, Olive Tree, This Is Home, And Still und Live and Let Live), Peter Gabriel (bei The Court, So Much, Olive Tree, This Is Home, And Still und Live and Let Live) und Ed Sheamur (bei Playing for Time)
  - Auftragnehmer des Orchesters – Lucy Whalley und Susie Gillis für Isobel Griffiths Ltd.

### Chorpersonal
Chorgesang
- Soweto Gospel Choir (bei i/o, Road to Joy und Live and Let Live)[119]
  - Sopran – Linda Sambo, Nobuhle Dhlamini, Phello Jiyane, Victoria Sithole
  - Alt – Maserame Ndindwa, Phumla Nkhumeleni, Zanele Ngwenya, Duduzile Ngomane
  - Tenor – George Kaudi, Vusimuzi Shabalala, Xolani Ntombela, Victor Makhathini
  - Bass – Thabang Mkhwanazi, Goodwill Modawu, Warren Mahlangu, Fanizile Nzuza
  - Solisten: Phello Jiyane (Sopran), Duduzile Ngomane (Alt), Vusimuzi Shabalala (Tenor), Fanizile Nzuza (Bass), Victor Makhathini (Improvisationen in Zulu mit männlicher Stimme), Phumla Nkhumeleni (Ululation und Chanting mit weiblicher Stimme) (bei Live and Let Live)
  - Musikdirektor, Gesangs-Arrangeur – Bongani (Honey) Ncube
- Orphei Drängar (bei This Is Home)[214]
  - Erste Tenöre – Per Bergeå Af Geijerstam, Lukas Gavelin, Stefan Grudén, Lionel Guy, Samuel Göranzon, Björn Hagland, Peter Hagland, Henrik Hallingbäck, Magnus Hjerpe, Oskar Johansson, Lars Plahn, Carl Risinger, Alexander Rosenström, Pär Sandberg, Magnus Sjögren, Magnus Store, Stefan Strålsjö, Henrik Sundqvist, Staffan Sundström, Jon Svedin, Olle Terenius, Maki Yamada
  - Zweite Tenöre – Johan Berglund, Kristian Cardell, Jens Carlander, Jun Young Chung, Joakim Ekedahl, Olle Englund, Nils Frykman, Anton Grönberg, Johan Hedlund, Daniel Hjerpe, Fredrik Kjellröier, Kristofer Klerfalk, Nils Klöfver, Mattias Lundblad, Per-Henning Olsson, Peter Stockhaus, Peter Stureson, Anders Sundin, Erik Sylvén, Clas Tegerstrand, Magnus Törnerud, Sebastian Ullmark, Oskar Wetterqvist, Erik Östblom
  - Erste Bässe – Jonas Andersson, Filip Backström, Nils Bergel, Rickard Carlsson, Daniel Dahlborg, Oloph Demker, Nils Edlund, Erik Hartman, Lars Johansson Brissman, Elis Jörpeland, Jan Magnusson, Johan Morén, Tobias Neil, David Nogerius, Stein Norheim, Jacob Risberg, Stefan Simon, Henrik Stolare, Tor Thomsson, Håkan Tribell, Gunnar Wall, Fredrik Wetterqvist, Kristofer Zetterqvist, Samuel Åhman
  - Zweite Bässe – Gustav Alberius, Lars Annernäs, Emil Bengtsson, Anders Bergendahl, Peter Bladh, Max Block, Ludwig Engblom Strucke, Stefan Ernlund, Fredrik Hoffmann, Boris Klanger, Adam Liifw, Andreas Lundquist, Marcus Lundwall, Joakim Lücke, Johan Muskala, Björn Niklasson, Mattias Nilsson, Elias Norrby, Ola Olén, Carl Sandberg, Magnus Schultzberg, Anand Sharma, Isak Sköld, David Stålhane, Stefan Wesslegård, Gustav Åström
  - Chorleiterin – Cecilia Rydinger Alin
  - Chor-Arrangements – Peter Gabriel mit Dom Shaw und Cecilia Rydinger Alin

### Technisches Personal
- Kirsty Allen - PG Office
- Stefano Amerio - Tontechnik in ArteSuono
- Marc Bessant - Grafikdesign
- Tchad Blake – Mixing (Dark-Side Mixe)
- Rob Bozas – Publishing
- Hans-Martin Buff – Dolby Atmos-Mixing (In-Side Mixe)
- Richard Chappell – Tontechnik in der Vorproduktionsphase
- Tom Coath – Assistent für Orchester-Tontechnik in den British Grove Studios
- Matt Colton – Mastering bei Metropolis
- Virginia Damtsa – Artwork-Executive Producerin
- Faye Dolle – Assistentin der Tontechnik in den Real World Studios, zusätzliche Tonaufnahme-Assistenz (In-Side Mix von Four Kinds of Horses)
- Jacques Du Plessis – Tontechnik in den High Seas Studios
- Brian Eno – zusätzliche Produktion bei Road to Joy
- John Foyle – Tontechnik in Copper House
- Peter Gabriel – Produktion, Design-Konzept
- Erland von Heijne – Tontechnik im Alfvénsalen
- Oli Jacobs – Tontechnik in den Real World Studios
- Lewis Jones – Orchester-Tontechnik in den British Grove Studios
- Nadav Kander – Fotografie
- Mike Large – COO in den Real World Studios
- Claire Lucas – COO-Assistenz
- Bob Mackenzie – zusätzliche Tonaufnahme-Assistenz (In-Side Mixe)
- Katie May – Tontechnik in den Real World Studios
- msm-Studios – Pure Audio Blu-ray-Authoring
- Matt Osborne – Album-Projektmanagement
- Annie Parsons - PG Office
- Louis Rogove – zusätzliche Tonaufnahme-Assistenz (In-Side Mix von Four Kinds of Horses und Love Can Heal)
- Richard Russell – zusätzliche Produktion bei Four Kinds of Horses
- Dom Shaw – Assistent der Tontechnik in den Real World Studios, zusätzliche Tonaufnahme-Assistenz (In-Side Mix von Panopticom und The Court)
- Skrillex – Brainstorming für This Is Home
- Mark „Spike“ Stent – Mixing (Bright-Side Mixes)
- Zoë Stone - PG Office
- Luie Stylianou – Assistent der Orchester-Tontechnik in den British Grove Studios
- Michael Thomas – COO-Assistenz
- Vicky Tilson - PG Office
- York Tillyer - Full Moon- und Deep Dive-Videos
- Ian Wallace – Publishing

## Rezeption

### Rezensionen vor der Veröffentlichung
Das Album i/o wurde wegen seiner wiederholten Verzögerungen bei der Veröffentlichung bekannt. Die Musikzeitschrift Rolling Stone nannte es das „Chinese Democracy der Peter-Gabriel-Alben“. Die Internetseite Stereogum nannte es bereits 2013 „so etwas wie eine urbane Legende (da es schon so oft angekündigt und verschoben wurde), das SMiLE (oder vielleicht das Chinese Democracy) des Art-Rock“.
Der NDR schrieb in seinem Webauftritt „Begriffe wie "langsam" ober "sprunghaft" treffen es nur unzureichend: Peter Gabriel ist ein Künstler, der sich in seiner Musik verliert, aber auch - wie er zugibt - nie zufrieden ist.“ Eine Klavier-, eine Gitarrenversion und eine mit Orchester sind von Gabriel letztlich kombiniert worden, da er nach seinen Worten alles ausprobieren will, jedoch nur ein gewisses Maß an Zeit zur Verfügung hat. Die lange Wartezeit resultiere laut Gabriel allein aus seiner ihm eigenen Methodik: Dem endlosen Experimentieren mit Arrangements, Melodien, Sounds, sowie dem ständigen Verwerfen und Überarbeiten von Ideen. Gabriel präsentiere mitunter wehleidige Töne aber im nächsten Moment wieder Episches und Sinfonisches oder auch funkige, groovige Popsongs in der Manier von Sledgehammer.

### Rezensionen nach der Veröffentlichung
Stephen Thomas Erlewine von AllMusic schrieb: „Der ständige Tropf von Singles schürte nicht die Vorfreude auf I/O - viele der Tracks haben nicht viel Aufsehen erregt -, sondern gewöhnte das Publikum daran, wieder neue Peter-Gabriel-Musik zu hören, und erlaubte ihm, sich auf einen Song nach dem anderen zu konzentrieren, anstatt sofort in ein Album einzutauchen, das sein eigenes kompliziertes Uhrwerk hat. ... In vielerlei Hinsicht macht I/O da weiter, wo Up aufgehört hat. Es klingt ein wenig wie ein Relikt aus der Blütezeit der CD-Ära, als Alben als langes, kontinuierliches Erlebnis gestaltet wurden, das die äußeren Grenzen von High-End-Audio aufzeigt. ... Die vertraute Herangehensweise trägt dazu bei, zu verdeutlichen, dass I/O eine emotionale Entwicklung darstellt, bei der Gabriel auf der Suche nach neuen Anfängen seltsam optimistisch ist und in der Dunkelheit einen Hoffnungsschimmer entdeckt.“ Philipp Holstein von der Rheinischen Post schreibt: „Wenn Peter Gabriel zu singen beginnt, wenn da also diese markante, vom englischen Bodennebel umwölkte Stimme anhebt, ist man froh, dass die 21 Jahre (der Wartezeit auf das Album) vorüber sind. ... „i/o“ ist eindeutig eine Peter-Gabriel-Platte insofern, als man all das geboten bekommt, was den früheren Kopf der Band Genesis auszeichnet und was ihn vor allem in den 1980er Jahren als Solokünstler populär machte. ... Die Form der Songs ist klassisch, die Produktion auf höchstem Niveau gediegen, die von Tony Levin am Bass, Manu Katché an den Drums und David Rhodes an der Gitarre umgesetzten Arrangements sind virtuos.“ Dennis Rieger von laut.de findet den Liedtext von Panopticom Gabriel-typisch „kryptisch“, da es in dem Lied um den Datenglobus The Panopticom geht. Die hervorragenden Musiker wie Tony Levin am Bass oder Manu Katché an den Drums findet er dabei eher unterfordert. Dennoch schlussfolgert er: „Auch im hohen Popmusikeralter beweist Gabriel mit Tracks wie Playing for Time und Road to Joy, dass er weiterhin sowohl großartige Balladen als auch hörenswerte Uptempo-Songs schreiben kann.“ Der Rolling Stone Germany findet das Produkt oft „unangenehm geerdet“, findet aber auch, dass Gabriel noch „sehr, sehr gut bei Stimme“ ist.

### Grammy-Gewinne
Der Dolby Atmos In-Side Mix von Hans-Martin Buff, Brian Eno, Peter Gabriel und Richard Russell des Albums i/o wurde für einen Grammy des Jahres 2025 in der Kategorie Production, Engineering, Composition & Arrangement für das beste Immersive Audio Album nominiert. Eine weitere Grammy-Nominierung gab es für Oli Jacobs, Katie May, Dom Shaw, Tchad Blake, Mark ‚Spike‘ Stent und Matt Colton in der gleichen Kategorie für die beste Abmischung eines Albums, ohne Klassik. Beide wurden gewonnen.

## Chartplatzierungen
| ChartsChartplatzierungen       | Höchstplatzierung | Wochen |
| ------------------------------ | ----------------- | ------ |
| Deutschland (GfK)              | 2 (14 Wo.)        | 14     |
| Österreich (Ö3)                | 3 (8 Wo.)         | 8      |
| Schweiz (IFPI)                 | 2 (12 Wo.)        | 12     |
| Vereinigtes Königreich (OCC)   | 1 (4 Wo.)         | 4      |
| Vereinigte Staaten (Billboard) | 99 (1 Wo.)        | 1      |

| ChartsJahrescharts (2024) | Platzierung |
| ------------------------- | ----------- |
| Deutschland (GfK)         | 69          |